# 淑靜公主
淑靜公主（韓語：숙정 공주，1646年—1668年），朝鮮孝宗李淏與仁宣王后張氏的第五女，朝鮮顯宗李棩的妹妹。

## 生平
仁祖二十四年十一月七日誕生，孝宗三年（1652年）被封為淑靜公主。
孝宗八年（1657年）下嫁鄭載崙，育三子二女（其中二子一女夭折）。
顯宗九年五月五日病逝，得年二十三歲（虛歲）。

## 家庭
- 兄：顯宗大王
- 姊：淑愼公主、淑安公主、淑明公主、淑徽公主
- 妹：淑敬公主、淑寧翁主
- 夫：東平尉鄭載崙（1648年－1723年），領議政鄭太和之子，左議政鄭致和養子。
  - 子：贈領議政鄭孝先
  - 女：適金道淵

## 影視作品

### 電影
| 片名 | 時間   | 導演   | 演員   | 備註                                                              |
| ---- | ------ | ------ | ------ | ----------------------------------------------------------------- |
|      | 1967年 | 崔銀姬 | 趙美鈴 | ①英文片名：One-sided Love of Princess ②南貞妊飾演女主角淑敬公主。 |

## 附註
1. ↑  在部分資料稱為第四女，這是因為淑愼公主早夭，未被列入的緣故。
2. ↑  《淑靜公主墓誌銘》……公主我孝廟第四女。母曰仁宣王后張氏。先王之妹。今上之姑也。以仁祖卽位之二十四年丙戌十一月七日生。……
3. ↑  《承政院日記》仁祖24年11月8日「再啓曰,臣等去夜三更,伏聞王世子嬪宮,亥正一刻解娩,馳進丹鳳門外,伏審進芎歸湯一貼,氣候平安,臣等不勝喜幸之至。自今日臣等三人,竝爲入直,而當此玉候未寧之日,不可專在産室廳,晝則往來藥房之意,敢啓。答曰,知道。嬪宮解産後,都提調、提調,世子宮問安。答曰,知道。嬪宮氣候無事矣。」
4. ↑  《孝宗大王實錄》9卷,孝宗3年(1652年)12月22日(庚申)1번째기사
5. ↑  《淑靜公主墓誌銘》……主凡擧三男二女。男仁先有所避。改名孝先。娶世子翊衛司副率李萬徽女。女適士人金道淵。餘皆夭。……
6. ↑  《淑靜公主墓誌銘》……主素無疾。戊申夏。入宮感疾歸家。命太醫五人。弗離視疾。中官馳傳候問者相屬。時主有娠。五月三日。乳疾遂革。夢朱衣婦人告大還之兆。越三日卒。春秋僅二十有三。……
7. ↑  《承政院日記》顯宗9年5月5日「宗親府,淑靜公主,今日卒逝。啓。」
8. ↑  1929年生。